# Canthon laminatus
Canthon laminatus е вид бръмбар от семейство Листороги бръмбари (Scarabaeidae). Видът не е застрашен от изчезване.

## Разпространение
Разпространен е в Аржентина (Мисионес и Сантяго дел Естеро), Бразилия (Мато Гросо до Сул, Минас Жерайс, Парана и Рио Гранди до Сул) и Парагвай.